# Алевромантия
Алевромантия (др.-греч. ἀλευρομαντεία от ἄλευρον — мука и μαντεία — прорицание) — гадание с помощью муки.
Алевромантия была известна ещё в Древней Греции: Аполлон получил прозвище Алевромантис.
Хлеб в колосьях и мука играют большую роль в мифологии, сказках и народных воззрениях (на счастье, благополучие, обеспеченность).
У греков гадание выражалось в следующей форме: муку бросали в огонь, а по явлениям горения объясняли ответ богов, особенно Аполлона.
Впоследствии формы гадания посредством муки или зёрен у разных народов стали чрезвычайно разнообразны, а также перешли в символические обряды исполняемые при различных празднествах, жатве и уборке хлеба.